# 388
388 foi um ano bissexto do século IV que teve início a um sábado e terminou a um domingo, segundo o Calendário Juliano. As suas letras dominicais foram B e A. Segundo o horóscopo chinês, foi o ano do Rato.
| Ano completo                      |
| --------------------------------- |
| Ano bissexto com início ao sábado |

## Eventos
- Massacre de Tessalônica